# Estación de Parla (1879)
Parla, en sus últimos años renombrada como Parla-Industrial, fue una estación de ferrocarril situada en el municipio español de Parla, en la Comunidad de Madrid. Estuvo operativa entre 1879 y 2011, después de haber tenido diversos usos. En la actualidad las instalaciones se encuentran desmanteladas.

## Situación ferroviaria
Las instalaciones se encontraban situadas en el punto kilométrico 22,057 de la línea férrea de ancho ibérico Madrid-Ciudad Real.

## Historia
La estación fue levantada originalmente como parte de la línea Madrid-Ciudad Real, de ancho ibérico, a 626 metros de altitud. Dicha línea fue construida por la Compañía de los Caminos de Hierro de Ciudad Real a Badajoz (CRB) e inaugurada en 1879, si bien un año después pasaría a manos de la compañía MZA. La estación se hallaba situada a gran distancia, a las afueras del municipio de Parla, lo que siempre fue un inconveniente para los viajeros. Las instalaciones contaban con un sencillo edificio de viajeros y un muelle de carga.
En 1941, con la nacionalización de los ferrocarriles de ancho ibérico, las instalaciones pasaron a manos de RENFE. Con el paso de los años la estación fue perdiendo importancia y a comienzos de la década de 1970 fue reclasificada como apartadero. En 1980 se derribó el edificio de viajeros original y se adaptó la estación para integrarla en la red de Cercanías Madrid. En enero de 1988 se clausuró la mayor parte de la línea Madrid-Ciudad Real, si bien el tramo comprendido entre Madrid y Parla se mantuvo operativo. En 1994-1995 se construyó una prolongación de la línea y una nueva estación de Parla, tras lo cual las antiguas instalaciones fueron renombradas como «Parla-Industrial» y utilizadas como apartadero de material. En febrero de 2011 la antigua estación y el ramal fueron desmantelados.